# 残り香
「残り香」（のこりが）は、シドのメジャー11枚目のシングル。2012年5月2日にキューンミュージックから発売された。

## 概要
- 前シングル「冬のベンチ」以来およそ4ヶ月ぶりのリリースである。2週連続リリースの第1弾でもあり、2012年の第1弾シングルでもある。
- 初回盤にはAとBタイプがあり、2011年の年末に行われたJACK IN THE BOX 2011のライブ映像が収録されている。
- 4月4日からカラオケ館の一部店舗にてミュージッククリップが解禁されている[1]。

## 収録内容
| 全作詞: マオ。 |                                                         |           |           |                 |      |
| #              | タイトル                                                | 作詞      | 作曲      | 編曲            | 時間 |
| 1.             | 「残り香」(日本テレビ系列「スッキリ!!」4月テーマソング) | マオ      | ゆうや    | 本間昭光 & シド | 5:11 |
| 2.             | 「Graduation」                                          | マオ      | 御恵明希  | シド            | 3:47 |
| 3.             | 「日傘 (Live from JACK IN THE BOX 2011)」               | マオ      | Shinji    | Sakura          | 5:21 |
| 合計時間:      | 合計時間:                                               | 合計時間: | 合計時間: | 14:19           |      |

## 収録アルバム
1. 残り香
  - 8th/3rdスタジオ・アルバム『M&W』
  - 2ndベスト・アルバム『SID ALL SINGLES BEST』
2. Graduation
  - 2ndカップリング・ベスト『Side B complete collection〜e.B 3〜』